# Bergen (miasto w stanie Nowy Jork)
Bergen – miasto w Stanach Zjednoczonych, w stanie Nowy Jork, w hrabstwie Genesee.